# David Harbour
David Kenneth Harbour (White Plains, 10 de abril de 1975) é um ator norte-americano. Ganhou reconhecimento por seu papel como Jim Hopper na série de drama e ficção científica Stranger Things (2016–presente), pelo qual ele recebeu um Prêmio Critics' Choice em 2018. Por este papel ele também recebeu indicações ao Emmy do Primetime e Globo de Ouro.
Harbour teve papéis de coadjuvante em Brokeback Mountain (2005), Quantum of Solace (2008), The Green Hornet (2011), End of Watch (2012), The Equalizer (2014), Black Mass (2015), Suicide Squad (2016) e o personagem Guardião Vermelho em Thunderbolts* (2025). Ele interpretou o personagem-título no filme Hellboy (2019).

## Primeiros anos
David Kenneth Harbour nasceu em White Plains, Nova Iorque, filho de Kenneth e Nancy Harbour. Ambos os seus pais trabalham no mercado imobiliário, sua mãe na parte residencial e seu pai na comercial. Ele estudou na Byram Hills High School em Armonk, junto dos também atores Sean Maher e Eyal Podell. Harbour se formou na Dartmouth College de Hanover, Nova Hampshire, em 1997.

## Carreira
Harbour iniciou sua carreira na Broadway em 1999 na remontagem de The Rainmaker e fez sua estréia na televisão em 1999, em um episódio de Law & Order ("Patsy"), atuando com um garçom. Ele apareceu novamente em 2002 em um episódio de Law & Order: Special Victims Unit. Ele desempenhou o papel recorrente de agente MI6 Roger Anderson na série de televisão ABC Pan Am. Em 2005, ele foi indicado para o prêmio Tony por sua performance em uma outra remontagem da produção Who's Afraid of Virginia Woolf?.
Ele é conhecido por seu papel como agente da CIA Gregg Beam no filme Quantum of Solace, e como Shep Campbell em Foi Apenas um Sonho. Ele também recebeu elogios por seu papel como Paul Devildis em 2009, em um episódio de Law & Order: Criminal Intent. Seus outros créditos incluem Brokeback Mountain e The Green Hornet. Em 2013, ele interpretou um pequeno papel de um médico-chefe na série de TV americana baseada no clássico detetive Sherlock Holmes, Elementary. Ele também tem desempenhado o papel recorrente de Elliot Hirsch em The Newsroom e na série dramática Manhattan, do canal WGN America.
Em 2016 ele se juntou ao elenco principal da série de televisão Stranger Things, da Netflix, como chefe da polícia Jim Hopper.

## Vida pessoal
Em 2019, Harbour começou a se relacionar com a cantora Lily Allen. Eles se casaram em 7 de setembro de 2020 em Las Vegas, numa cerimônia realizada por um sósia de Elvis Presley.
Harbour já foi adepto de várias religiões, como o catolicismo e o budismo; no entanto, ele agora não acredita no "paranormal" e crê que as pessoas "criam a vida com... consciência." Ele já acreditou em fantasmas, mas agora não acredita mais.
Harbour sofreu de alcoolismo em seu passado, mas está sóbrio desde cerca dos trinta anos. Aos 25 anos, ele foi diagnosticado com distúrbio bipolar.

## Filmografia

### Cinema
| Ano  | Filme                       | Personagem                           |
| ---- | --------------------------- | ------------------------------------ |
| 2004 | Kinsey                      | Robert Kinsey                        |
| 2005 | Confess                     | Agente do FBI McAllister             |
| 2005 | Brokeback Mountain          | Randall Malone                       |
| 2005 | War of the Worlds           | Trabalhador no cais                  |
| 2006 | The Wedding Weekend         | David                                |
| 2007 | Awake                       | Dracula                              |
| 2008 | Revolutionary Road          | Shep Campbell                        |
| 2008 | Quantum of Solace           | Gregg Beam                           |
| 2009 | State of Play               | PointCorp Insider                    |
| 2010 | Every Day                   | Brian                                |
| 2011 | The Green Hornet            | Frank Scanlon                        |
| 2011 | W.E.                        | Ernest Simpson                       |
| 2012 | End of Watch                | Van Hauser                           |
| 2012 | Between Us                  | Joel                                 |
| 2013 | Snitch                      | Jay Price                            |
| 2013 | Parkland                    | James Gordon Shanklin                |
| 2014 | X/Y                         | Todd                                 |
| 2014 | A Walk Among the Tombstones | Ray                                  |
| 2014 | The Equalizer               | Frank Masters                        |
| 2015 | Black Mass                  | John Morris                          |
| 2016 | Suicide Squad               | Dexter Tolliver                      |
| 2017 | Sleepless                   | Doug Dennison                        |
| 2019 | Hellboy                     | Hellboy                              |
| 2020 | Extraction                  | Gaspar                               |
| 2021 | No Sudden Move              | Matt Wertz                           |
| 2021 | Black Widow                 | Alexei Shostakov / Guardião Vermelho |
| 2022 | Violent Night               | Papai Noel                           |
| 2023 | We Have a Ghost             | Fantasma Ernest                      |
| 2023 | Gran Turismo                | Jack Salter                          |
| 2025 | Thunderbolts*               | Guardião Vermelho                    |
| 2026 | Avengers: Doomsday          | Guardião Vermelho                    |

### Televisão
| Ano           | Título                            | Personagem            |
| ------------- | --------------------------------- | --------------------- |
| 1999          | Law & Order                       | Garçom                |
| 2002          | Law & Order: Special Victims Unit | Terry Jessup          |
| 2003          | Hack                              | Christopher Clark     |
| 2004          | Law & Order: Criminal Intent      | John Wesley Kenderson |
| 2006          | The Book of Daniel                | Kevin Warwick         |
| 2008          | Law & Order                       | Jay Carlin            |
| 2009          | Law & Order: Criminal Intent      | Paulo Devildis        |
| 2011          | Pan Am                            | Roger Anderson        |
| 2012-2014     | The Newsroom                      | Elliott Hirsch        |
| 2013          | Elementary                        | O Dr. Mason Baldwin   |
| 2014          | Rake                              | David Potter          |
| 2014          | Manhattan                         | O Dr. Reed Akley      |
| 2014-2015     | State of Affairs                  | David Patrick         |
| 2015          | Banshee                           | Robert Dalton         |
| 2016-presente | Stranger Things                   | Chefe Jim Hopper      |

### Jogo eletrônico
| Ano  | Título            | Personagem    |
| ---- | ----------------- | ------------- |
| 2023 | Alone in the Dark | Edward Carnby |

## Prêmios e indicações
| Ano  | Prêmio                             | Categoria                                                | Obra                             | Resultado | Ref.   |
| ---- | ---------------------------------- | -------------------------------------------------------- | -------------------------------- | --------- | ------ |
| 2005 | Prêmio Tony                        | Melhor Ator em Peça de Teatro                            | Quem Tem Medo de Virginia Woolf? | Indicado  | [ 16 ] |
| 2017 | Prêmio Screen Actors Guild         | Melhor Elenco em Série Dramática                         | Stranger Things                  | Venceu    | [ 17 ] |
| 2017 | Fangoria Chainsaw Award            | Melhor Ator Coadjuvante em Televisão                     | Stranger Things                  | Indicado  | [ 18 ] |
| 2017 | Emmy do Primetime                  | Melhor Ator Coadjuvante em Série Dramática               | Stranger Things                  | Indicado  | [ 19 ] |
| 2018 | Prêmios Critics' Choice Television | Melhor Ator Coadjuvante em Série Dramática               | Stranger Things                  | Venceu    | [ 20 ] |
| 2018 | Prêmios Globo de Ouro              | Melhor Ator Coadjuvante – Série, Minissérie ou Telefilme | Stranger Things                  | Indicado  | [ 21 ] |
| 2018 | Emmy do Primetime                  | Melhor Ator Coadjuvante em Série Dramática               | Stranger Things                  | Indicado  | [ 22 ] |
| 2020 | Framboesa de Ouro                  | Pior Ator                                                | Hellboy                          | Indicado  | [ 23 ] |